# سفينة برمودا
سفينة برمودا (بالإسبانية: Alta mar)، وتعني "أعالي البحار"، هو مسلسل غموض إسباني أصدرته نتفليكس في مايو 2019. المسلسل من تأليف رامون كامبوس وجيما ر. نيرا. وإخراج كارلوس سيدس ولينو إسكاليرا. وبطولة إيفانا باكيرو، أليخاندرا أونييفا، جون كورتاخارينا، إلوي أزورين، تشيكي فرنانديز، تمار نوفاس، دانييل لوند، ناتاليا رودريغيز، لورا براتس، ماثيو مودين، أجناسيو مونتيس، بيجونيا فارغاس، ومانويلا فيليس. في يونيو 2019 بدأ العمل على موسم ثانٍ من المسلسل، وتم عرضه في 22 نوفمبر 2019. في 7 أغسطس 2020 عُرضت أول حلقة من الموسم الثالث.

## القصة
تكتشف الشقيقتان إيفا وكارولينا فيلانويفا أسرارًا عائلية مربكة بعد حدوث سلسلة من الوفيات الغامضة على متن سفينة فاخرة متجهة من إسبانيا إلى البرازيل في أربعينات القرن العشرين.

## الشخصيات
- إيفانا باكيرو، في دور إيفا فيلانويفا، مؤلفة وشقيقة كارولينا الصغرى التي لا تثق في فرناندو.
- أليخاندرا أونييفا، في دور كارولينا فيلانويفا، شقيقة إيفا الكبرى وخطيبة فرناندو.
- جون كورتاخارينا، في دور نيكولاس فاسكويز، أحد أفراد الطاقم الذي يساعد إيفا على اكتشاف أسرار السفينة.
- إلوي أزورين، في دور فرناندو فابريجاس، خطيب كارولينا ومالك السفينة.
- مانويلا فيليس، في دور لويزا / صوفيا بلازاولا، المتسللة على متن السفينة.[1]

## الحلقات

### الموسم الأول
| الرقم | العنوان      | إخراج         | تاريخ البث الأصلي |
| 1     | نذير شؤم     | كارلوس سيدس   | 24 مايو 2019      |
| 2     | خواتم الزفاف | كارلوس سيدس   | 24 مايو 2019      |
| 3     | صوفيا        | كارلوس سيدس   | 24 مايو 2019      |
| 4     | تغيير الوجهة | كارلوس سيدس   | 24 مايو 2019      |
| 5     | العاصفة      | لينو إسكاليرا | 24 مايو 2019      |
| 6     | تضحية        | لينو إسكاليرا | 24 مايو 2019      |
| 7     | ثلاث ساعات   | لينو إسكاليرا | 24 مايو 2019      |
| 8     | كاين         | لينو إسكاليرا | 24 مايو 2019      |

## روابط خارجية
- سفينة برمودا على موقع IMDb (الإنجليزية)
- سفينة برمودا على موقع روتن توميتوز (الإنجليزية)
- سفينة برمودا على موقع نتفليكس (الإنجليزية)
- سفينة برمودا على موقع فيلمافينيتي (الإسبانية)
- سفينة برمودا على موقع كينوبويسك (الروسية)
- سفينة برمودا على موقع ألو سيني (الفرنسية)
- سفينة برمودا على موقع قاعدة بيانات الفيلم (الإنجليزية)